# Municipio de Lyons (Iowa)
Lyons Township es una subdivisión territorial del condado de Mills, Iowa, Estados Unidos. Según el censo de 2020, tiene una población de 285 habitantes.
Es una subdivisión exclusivamente geográfica, por cuanto el estado de Iowa no utiliza la herramienta de los townships como Gobiernos municipales.

## Geografía
La subdivisión está ubicada en las coordenadas 40°56′32″N 95°46′40″O / 40.94222, -95.77778 (40.942171, -95.777762). Según la Oficina del Censo de los Estados Unidos, tiene una superficie total de 83.93 km², de la cual 82.37 km² corresponden a tierra firme y 1.56 km² son agua.

## Demografía
Según el censo de 2020, hay 285 personas residiendo en la zona. La densidad de población es de 3.46 hab./km². El 91.93 % de los habitantes son blancos, el 0.35 % es afroamericano, el 0.35 % es asiático, el 0.35 % es de otra raza y el 7.02 % son de una mezcla de razas. Del total de la población, el 2.46 % son hispanos o latinos de cualquier raza.